# Juan Carlos Ferrero
Juan Carlos Ferrero (født 12. februar 1980 i Ontinyent i Valencia) er en professionel spansk tennisspiller.
Ferrero blev professionel tennisspiller i 1999, og han blev i 2003 nr. 1 på verdensranglisten over verdens bedste singlespillere. Han har hidtil vundet 11 singletureringer hvoraf en enkel var en Grand Slam-titel. 

## Grand Slam
- French Open:
  - Single herrer – 2003 (han besejrede Martin Verkerk med 6-1, 6-3, 6-2 i finalen)